# Bride complète
Ne pas confondre avec bride qui est un terme générique désignant un harnais placé sur la tête d'un cheval.

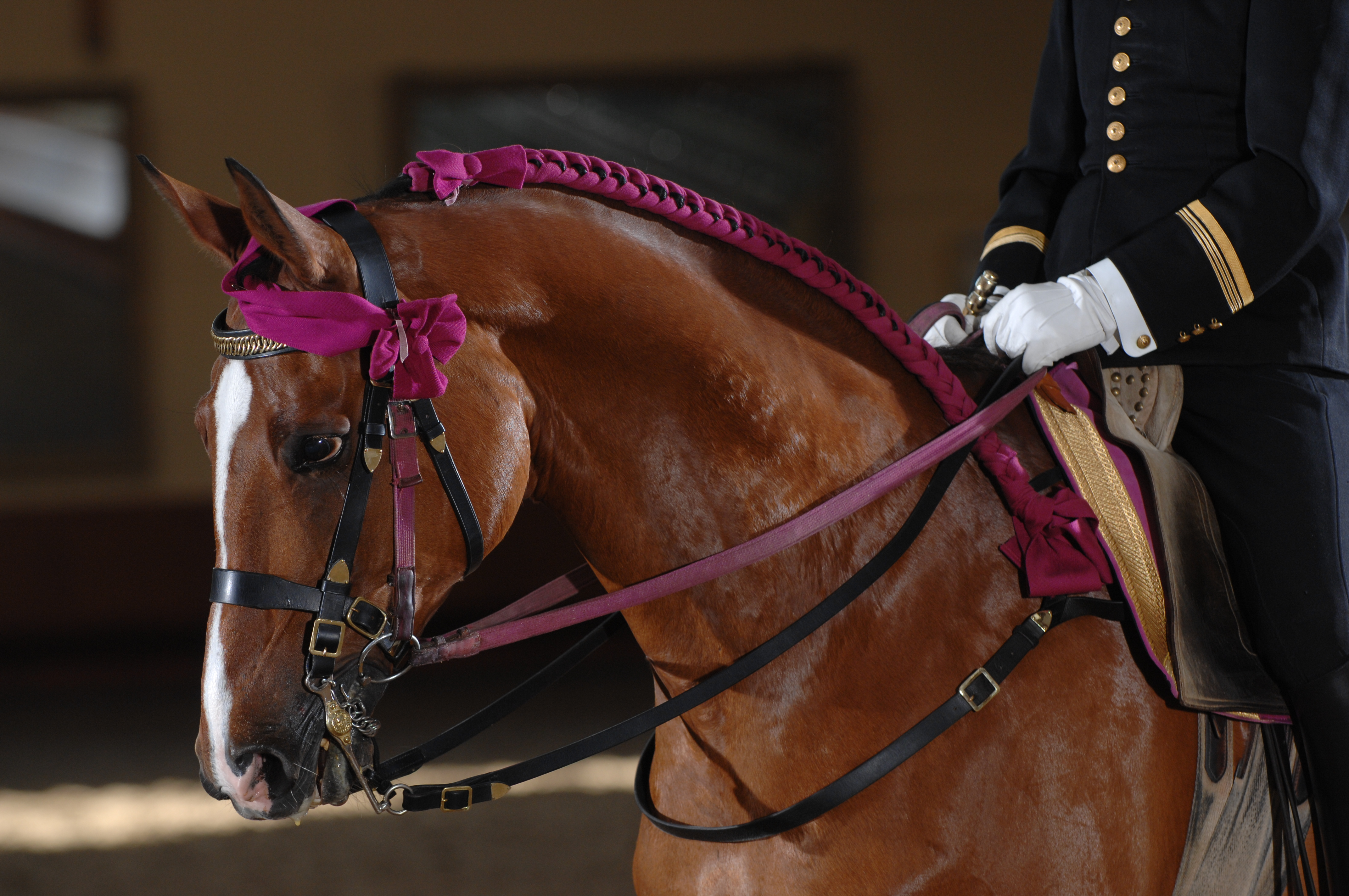
Bride de gala du Cadre noir.

Une bride complète est, dans le domaine de l'équitation, un ensemble de lanières qui se place sur la tête d'un cheval afin de maintenir deux mors en place : le mors de bride et le mors de filet. La présence de deux mors implique la gestion de deux paires de rênes. 
Nommée « bride anglaise » en France au XIXe siècle et au début du XXe siècle, elle est appelée double briddle par les anglo-saxons. « Bride complète » est le terme français exact mais il est souvent raccourci sous l'appellation « bride ».
La bride complète combine deux actions distinctes : un effet « releveur » au moyen du mors de filet et un effet « abaisseur » au moyen du mors de bride. Ces deux actions permettent de maintenir un port de tête équilibré. La bride complète offre ainsi une grande finesse et est particulièrement adaptée à la discipline du dressage.
Le réglage de la bride complète nécessite une attention toute particulière afin de ne pas blesser le cheval ou provoquer des défenses. Les cuirs et les aciers qui le composent doivent être entretenus régulièrement, ce qui nécessite un démontage complet des différents éléments.

## Étymologie et terminologie
Le mot « bride » est attesté en France vers 1200 et est d'origine germanique. Il est probablement issu du moyen haut allemand brîdel signifiant « rêne ».
Nommée « bride anglaise » en France au XIXe siècle et au début du XXe siècle et « double bride » (double briddle) dans les pays anglo-saxons, elle est rentrée dans le langage français courant sous le nom de « bride » ou « bride complète »,,.

## Description

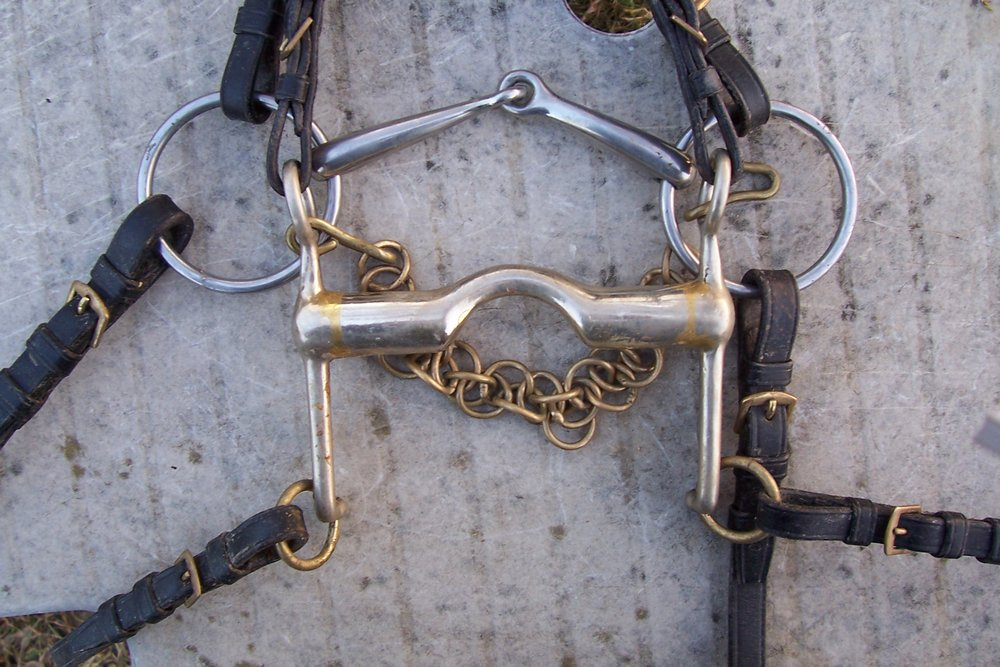
Détail du mors de filet, du mors de bride et de la gourmette.

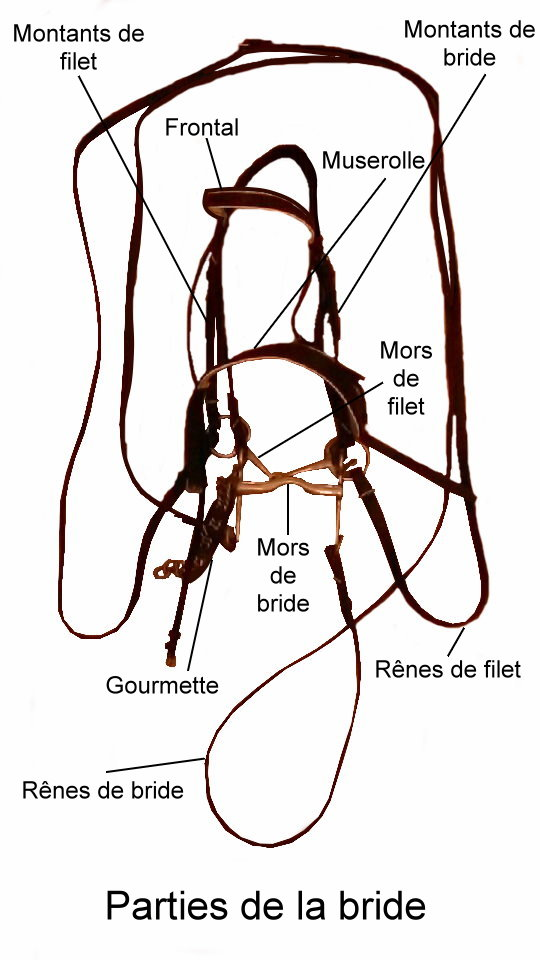
Différentes parties de la bride complète.

La bride complète est composée d'un mors de filet, d'un mors de bride, de deux paires de rênes, d'une muserolle et d'une gourmette,. Les montants de bride sont au nombre de deux, alors que le filet n'en comporte qu'un seul. La têtière de la bride, celle du filet et les montants de la muserolle se superposent dans les passants du frontal. Les rênes du filet sont reliées par une boucle alors que celles de la bride sont cousues.

### Mors de bride
Il existe plusieurs mors de bride et chacun d'entre eux a une action plus ou moins forte sur la bouche du cheval. Il est donc important d'adapter le mors de bride au niveau de dressage du cheval et à sa sensibilité au mors, en sachant que plus les branches du mors de bride sont longues, plus leur action est importante. Le mors de bride avec passage de langue se présente avec une sorte de toupie en son centre, ce qui incite le cheval à saliver et à se relaxer dans sa bouche. Le mors de bride brisé est semblable au mors brisé simple mais il possède des branches. Exerçant moins de pression sur la langue, il permet plus de contact au cavalier. Certains mors de bride sont également équipés d'un système de pompe, ce qui permet au canon du mors de coulisser sur les branches. Ce système favorise la décontraction de la bouche du cheval.

## Rôle et action

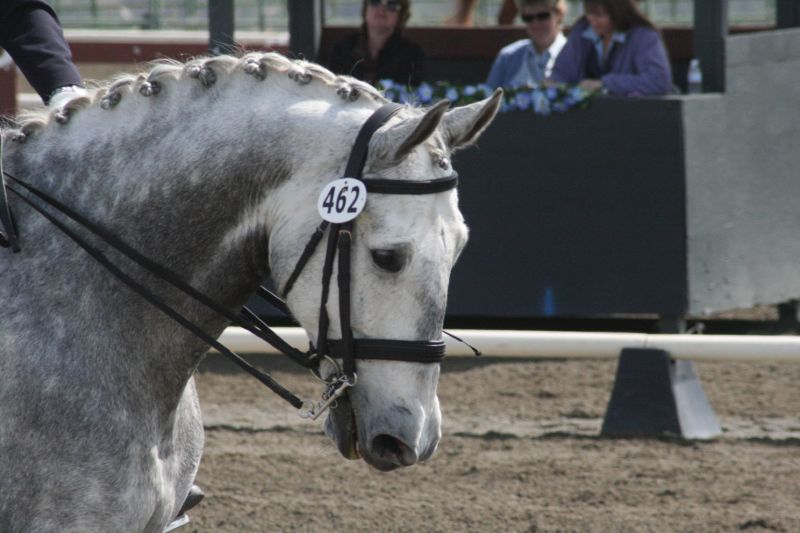
Cheval monté en bride lors d'un concours.

La bride complète exerce des pressions complexes qui permet de maintenir un port de tête équilibré. Elle combine deux actions distinctes. L'action du mors de filet, ayant un effet « releveur », se situe sur la commissures des lèvres et préserve un contact franc avec la monture,. L'action du mors de bride, ayant un rôle « abaisseur », comprime les barres et la nague, ce qui permet de fermer l'angle tête/encolure et de faciliter la mise en main du cheval ou du poney,. Plus les braches du mors de bride sont longues, plus l'action est puissante.
Dans tous les cas il ne faut jamais oublier que la bride représente une action puissante pour un cheval. Il est donc indispensable de conserver un contact fin et donc, d'avoir des rênes correctement ajustées. La tendance naturelle du cavalier va en effet vers le raccourcissement des rênes de bride, ce qui peut amener le cheval à s'encapuchonner ou à battre à la main. Le cheval ou le poney doit rester décontracté pendant toute la durée d'un exercice en bride, ce qui est particulièrement visible lorsque l'animal « mâche » son mors.
La bride complète permet une grande finesse et est particulièrement adaptée à la discipline du dressage. Elle s'adresse donc essentiellement à des cavaliers confirmés ainsi qu'à des chevaux ayant un niveau de dressage suffisant.

## Ajustement
L'ajustement d'une bride complète nécessite une attention toute particulière. Les deux mors ne doivent jamais se chevaucher dans la bouche du cheval. Le mors de filet doit être en contact avec la commissure des lèvres, ce qui ne doit représenter pas plus de deux plis de peau. Il doit être droit dans la bouche du cheval et ne pas former de « V ». Le canon du mors de bride repose sur les barres. Le bord de la muserolle se place à deux travers de doigts de l'apophyse zygomatique. Plus la gourmette est serrée, plus l'action exercée par le mors est amplifiée. La sous-gorge ne se serre pas trop, deux doigts devant pouvoir être passés entre la ganache et la sous-gorge. Lorsque les rênes sont tendues et que la gourmette est bien à plat, les branches du mors de bride doivent représenter un angle de 45° par rapport à l'axe de la tête.

## Entretien
Une bride complète en cuir nécessite comme tout harnachement un entretien particulier. Elle doit être démontée entièrement en commençant par les rênes, suivi des mors et enfin des montants. Chaque élément doit être passé au savon glycériné puis graissé avec modération. Les mors peuvent être nettoyés avec une brosse à l'eau claire. Au cous du nettoyage, une inspection de l'état du cuir et des coutures est recommandée, surtout aux endroits en contact avec le métal. La bride peut ensuite être remontée.